# Гран Синт
Гран Синт (фр. Grande-Synthe) град је у Француској, у департману Север.
По подацима из 1999. године број становника у месту је био 23.247.

## Демографија
| 1962. | 1968.  | 1975.  | 1982.  | 1990.  | 1999.  | 2011.  |
| ----- | ------ | ------ | ------ | ------ | ------ | ------ |
| 2.875 | 12.559 | 24.250 | 26.231 | 24.362 | 23.247 | 20.933 |